# 중국석유화공

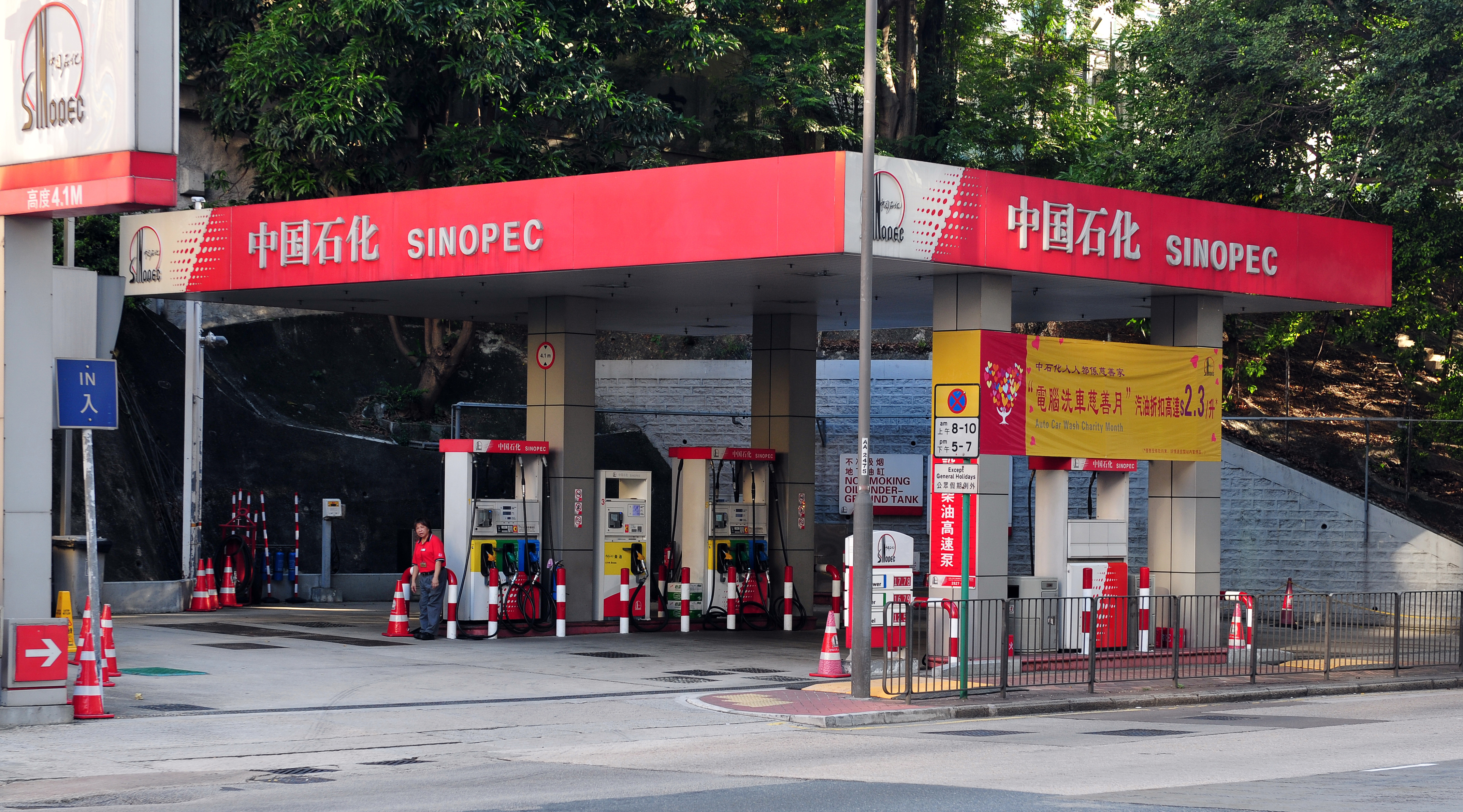
Sinopec Hongkong

중국석유화공(中国石油化工)은 시노펙이라고도 불리는 중화인민공화국에서 제일 큰 석유 회사로 정식 이름은 중국석유화공고분유한공사(中国石油化工股份有限公司)이고, 약칭은 중국석화(中國石化) 또는 중석화(中石化)이다.
원래 중국 석유 화학 주식 회사에 속한 국영 기업이었으나, 2000년 2월 25일 민영화되었다. 중국석유천연기와 함께 중국의 2대 석유 회사중 하나이다.
뉴욕 증권 거래소 등에 상장되었고 2009년 포춘 글로벌 500 기업 중 7위에 선정되었고, 2010년 석유화학 기업 시노펙이 6년 연속 외형기준 중국 최대 기업으로 기록되었다.
시노펙은 최근 가봉과 석유 협약을 맺었다.
2009년 10월 12일 미국의 경제잡지 포천(Fortune)은 2008년 매출액을 기준으로 에너지, 금융 부문 등에서 국제 인수합병 시장의 1위 기업으로 시노펙을 선정했다. 시노펙은 중국 연료 공급량의 80%를 공급하고 있는 아시아 최대의 석유정제업체다. 이와 관련, 한국의 한국석유공사는 2010년 9월 24일 한국 기업 사상 최대의 적대적 인수합병을 성공했다.

## 같이 보기
- 한국석유공사 - 한국의 같은 기능을 하는 공기업